# Stephanie Nakasian
Patricia Stephanie Nakasian (* 29. August 1954 in Washington, D.C.) ist eine US-amerikanische Jazzsängerin und Musikpädagogin.

## Leben und Wirken
Nakasian wuchs in Bronxville auf und studierte klassisches Violin- und Klavierspiel sowie Gesang. Nach einem Wirtschaftstudium an der Northwestern University, wo sie den BA und MBA erwarb, war sie bis 1981 für Bankunternehmen in New York und Chicago tätig, bevor sie hauptberuflich als Musikerin arbeitete.
1983/84 ging sie mit Jon Hendricks auf Tournee. Seit 1980 arbeitet sie vor allem mit dem Pianisten Hod O’Brien zusammen, mit dem sie verheiratet ist und eine Tochter hat, die Jazzsängerin Veronica Swift. Sie trat seitdem auch in mehreren Radioshows auf, u. a. mit einem Tributprogramm auf die Komponisten Hoagy Carmichael und Walter Donaldson; außerdem trat sie gemeinsam mit Urbie Green, Pat Metheny, Clark Terry, Scott Hamilton, Hank Jones, Roy Haynes, Philly Joe Jones und Annie Ross auf.
Sie unterrichtet Gesang an der University of Virginia in Charlottesville, Virginia und am College of William and Mary in Williamsburg (Virginia). Außerdem hielt sie regelmäßig Workshops an Schulen und Lehrerfortbildungen. Sie schrieb das Lehrbuch It's Not on the Page!  How to Integrate Jazz and Jazz Rhythm into Choral and Solo Repertoire, das 2001 erschien.
1989 legte sie ihr Debütalbum Comin’ Alive vor, bei dem sie von Phil Woods, Wayne Andre, Warren Chiasson, Hod O’Brien, Nabil Totah und Bill Goodwin begleitet wurde. Es folgten außerdem mehrere Tributalben auf Sängerinnen wie Billie Holiday, Lee Wiley und June Christy.

## Diskographie
- 2009:  Billie Remembered: The Classic Songs of Billie Holiday
- 2009:  Dedicated to Lee Wiley
- 2006:  I Love You
- 2006:  Thrush Hour: A Study of the Great Ladies of Jazz
- 2002:  Lullaby in Rhythm: In Tribute to June Christy
- 2001:  Invitation to an Escapade
- 1993:  BitterSweet
- 1992:  French Cookin'
- 1989:  Comin' Alive